# Gaurax predatoris
Gaurax predatoris är en tvåvingeart som först beskrevs av Malloch 1941.  Gaurax predatoris ingår i släktet Gaurax och familjen fritflugor. Inga underarter finns listade i Catalogue of Life.